# Нокаут (фильм, 1914)
«Нокаут» (англ. The Knockout, альтернативные названия — Counted Out / The Pugilist) — короткометражный немой фильм режиссёра Чарльза Эвери с участием Роско Арбакля и Чарльза Чаплина. Выпущен 11 июня 1914 года.

## Сюжет
После того, как толстяк Паг выходит победителем из драки с другими ухажёрами за его подругой, он решает принять участие в боксёрском поединке с самим Циклоном Флинном. Герой Чаплина играет судью на ринге, постоянно неуклюже подставляющегося под удары. Поскольку победить на ринге толстяку не удалось, он выхватил пистолет и начал преследовать своего соперника. Вскоре в погоню включились и «кистоуновские полицейские».

## В ролях
- Роско Арбакл — боксёр-толстяк Паг
- Минта Дёрфи — подруга Пага
- Чарли Чаплин — судья
- Эдгар Кеннеди — Циклон Флинн, боксёр
- Фрэнк Опперман — организатор боя
- Эл Сент-Джон — соперник Пага
- Мак Суэйн — игрок
- Слим Саммервилл — зритель на боксёрском поединке (в титрах не указан)